# کایک
کایک (به انگلیسی: Kike) اصطلاحی تحقير‌آمیز خطاب به یهودیان است. نخستین کاربرد ثبت شده این واژه به سال ۱۹۰۰ و ۱۹۰۴ برمی‌گردد.